# Club Deportivo Oro
Der Club Deportivo Oro ist ein mexikanischer Fußballverein, der 1923 von einigen Juwelieren im Stadtviertel Oblatos in der zweitgrößten mexikanischen Stadt Guadalajara gegründet wurde.

## Geschichte
Oro wurde im zweiten Jahr des Bestehens der Profiliga (1944/45) in dieselbe aufgenommen und spielte dort bis zum sportlichen Abstieg der Saison 1979/80.
Der Verein firmierte seit seiner Gründung als „Oro“ (Gold), bis er 1970 in erhebliche finanzielle Schwierigkeiten geriet und von einigen ortsansässigen Zuckerfabrikanten übernommen wurde. Diese benannten den Verein um in Club Social y Deportivo Jalisco (Name des Bundesstaates, dessen Hauptstadt Guadalajara ist) und entschieden sich für einen Hahn als Maskottchen. Mit dem (vergeblichen) Ziel, den Verein volksnäher erscheinen zu lassen und ihm dadurch eine höhere Popularität zu verleihen, erhielt er 1976 den Zusatz Club del Pueblo. Später wurden die beiden Begriffe zusammengeführt und der Verein firmiert seither als Oro Jalisco bzw. Oro de Jalisco.
In den frühen sechziger Jahren dominierten der Club Deportivo Guadalajara (mehr) und Oro (weniger) die mexikanische Liga und machten dreimal Meister und Vizemeister unter sich aus. Dabei lag Chivas zweimal vorne (1961 und 1965), doch einmal konnte sich Oro durchsetzen und den einzigen Meistertitel seiner Vereinsgeschichte verbuchen: vor dem letzten Spieltag der Saison 1962/63 hatte Oro mit einem Punkt Rückstand auf den seinerzeit übermächtigen Stadtrivalen und Serienmeister auf dem zweiten Platz gelegen. Am letzten Spieltag trafen diese beiden Mannschaften aufeinander und Oro gewann dieses Spiel – und somit auch die Meisterschaft – durch ein Tor des Brasilianers Neco in der 87. Minute.
Seit dem Abstieg von 1980 war Oro de Jalisco nicht mehr erstklassig. 1984 erreichte die Mannschaft in der zweiten Liga die Finalspiele und unterlag dem CD Zacatepec, der daraufhin in die erste Liga aufstieg. Der CD Oro de Jalisco verblieb fortan in der zweiten Liga und rutschte allmählich immer tiefer. Nach der Teilung der mexikanischen Segunda División in 2008 spielt Oro de Jalisco in der neu gegründeten drittklassigen Liga de Nuevos Talentos de la Segunda División.

## Erfolge
- Mexikanischer Meister: 1963
- Vizemeister: 1948, 1954, 1956, 1961, 1965
- Pokalfinalist: 1947

## Bekannte Spieler
- Luis Heredia (erzielte ein Tor vom eigenen Strafraum und verstarb wenige Jahre später)
- Héctor Hernández (in der Saison 1955/56 mit 25 Treffern bester Torschütze der Vereinsgeschichte in der Primera División)
- Adalberto „Dumbo“ López (fünffacher Torschützenkönig der mexikanischen Liga)
- José Naranjo (der mit insgesamt 96 erzielten Toren erfolgreichste Schütze der Vereinsgeschichte in der Primera División)
- Gustavo Peña (langjähriger Kapitän der mexikanischen Nationalmannschaft)

## Die erfolgreichste Mannschaft
Nachdem Oro die Meisterschaft der Saison 1962/63 am letzten Spieltag gegen den Stadtrivalen Chivas Guadalajara gewonnen hatte, standen sich diese beiden Mannschaften auch im Supercup gegenüber. Erneut gewann Oro, diesmal mit 3:1, mit der folgenden Mannschaft: 

Antonio Mota, Rogelio González Navarro, Adhemar Barceló, Víctor Chavira, Gustavo Peña, Felipe Ruvalcaba, Jorge „Tepo“ Rodríguez, Amaury Epaminondas, Manoel Tavares „Neco“, Nicola Gravina, Ramiro Navarro De Anda; Trainer: Árpád Fekete
Weitere Spieler, die 1963 zum Kader des CD Oro gehörten (in alphabetischer Reihenfolge): Germán Ascensio, Javier García Lomelí, Miguel González, Luis Hermosillo, Jesús Martín del Campo, Jesús Mendoza, José Luis Pérez, Gil Ruvalcana.

## Frauenfußball
Die Frauenfußballmannschaft des Vereins erreichte bei der zweiten Austragung der mexikanischen Frauenfußballmeisterschaft in der Clausura 2008 die Finalspiele gegen die Reinas del SUEUM de Morelia, in denen sich die Mannschaft aus Morelia durchsetzen konnte.

## Historische Logos

Logo des CD Oro (bis 1970)
Logo des CSD Jalisco (1970–1974)
Logo des CSD Jalisco (1974–1976)
Logo des CSD Jalisco (1976–1980)
Logo des CSD Jalisco (1980er Jahre)
Logo des CD Oro Jalisco (1990er und 2000er Jahre)